# 游淮銀
游淮銀（1942年4月26日—），中華民國（台灣）政治人物，曾代表中國國民黨在彰化縣選區當選為第二、三屆立法委員，再以全國不分區當選為第四屆立法委員。同時也是1980年代台灣股市界聞人，人稱“阿不拉”（日文「油」念作abura，「油」與「游」諧音，在台灣游姓者時常被稱為“阿不拉”），與沈慶京（威京小沈）、邱明宏（榮安邱）及雷伯龍（雨田大戶）號稱「台股四大天王」。

## 生平
任職於中華民國財政部期間
- 1967年：25歲，在中華民國財政部任職，擔任財稅中心管理師。
- 1974年：32歲，憑著父親贊助的100萬元開始了投資生涯。為爭取新上市的大明股票承銷認購機會，游淮銀在冬夜裏從子夜12點排隊排到第二天上午9點，以每股12元的價位認到一張大明股票，這次投資最後讓初出茅廬的游淮銀賺到近6萬元（本金12000元）。
- 1975年：33歲，「決戰煉鐵股」游淮銀領導多方陣營，與實力相當雄厚的空方鏖戰三個多月，10元買入，其間連封10多次漲停，最終在40元左右全身而退。

任職於券商期間
- 1976年：游淮銀退出公職，與人合夥購買了日盛證券90%股權，開始出任該公司的執行董事，當起券商老闆。
- 1985年：游淮銀出任新光證券總經理。
- 1988年：游淮銀設立富隆證券，富隆集團的前身從此成型。游淮銀以炒作三商銀、中華開發、中纖等股票大幅獲利，躋身入台股四大天王之林。同時由於其「越高越賣」的操作手法，讓他在同年開徵證所稅事件股市無量下跌19天之前便已先行退場，為在此事件中毫髮未傷的天王。
- 1990年：台股衝上12682點，然同時緊接著遭遇的萬點崩盤造成游淮銀資金大失血。

投入政壇期間
- 1992年： 突然投身政壇，當選立法委員。
- 1995年： 台東中小企業銀行背信掏空案爆發。游淮銀拿到上市銀行台東中小企業銀行（東企）的經營權，但是由於被揭發東企對富隆集團放款30億元的事情，導致東企發生擠兌事件，導致金融當局依法限制該公司業務經營項目。同時游淮銀利用尚鋒興業股價不穩、財務吃緊之際，與對方達成以每股十元，限期收購一萬張尚鋒股票，但事後卻只陸續買進八千七百九十一張，尚鋒興業董事長陳淑蘭認為游未依約買足，僅願意給付八千張股票（每股五元）的價款四千萬元給游淮銀；此舉引發游淮銀不滿而停止購入，且不斷出售股票，導致尚鋒股票慘跌。
- 2000年： 旗下的鑽石基金1995年涉嫌炒作尚峰股票一案被提起公訴，並最終被判刑3年8個月。至此游淮銀成為中華民國政府整頓黑金擾亂金融市場中第一位被提起公訴的立法委員。
- 2005年：4月12日因東企背信掏空案遭台東地檢署約談，同時因有串證、逃亡之虞向台東地院聲請羈押，台東地院裁定游以三百萬元交保，台東地檢署不服裁定，隨即提起抗告。5月12日花蓮高分院開庭審理，認為游淮銀有逃亡及串證之虞，當庭裁定收押禁見。6月28日台東地方法院裁定一千萬元交保。
- 2007年：台灣高等法院宣判東企背信案判刑2年確定。
- 2011年：台灣高等法院宣判富邦倉儲公司案判刑5年確定。

## 精準的選股眼光與分批釋出的操作手法
游淮銀強調企業多項指標的測評，其中包括公司財務結構、產品在企業界的地位與發展遠景、經營者的心得與能力、公司研究發展所投注的經費和成效等。同時親自瞭解上市公司實質也非常重要。如果有隱藏性的不良資產，單單以賬面做參考實在不是科學的做法。
而也就是選股眼光精準，造成台灣民間投資人對他的判斷奉若神旨。因此極具個人魅力的他，常是在低檔吸足籌碼，隨後放出消息吸引散戶進場拉抬股價，而在一路拉高的過程中，將手中持股分批賣民間投資人。